# العلاقات البالاوية الطاجيكستانية
العلاقات البالاوية الطاجيكستانية هي العلاقات الثنائية التي تجمع بين بالاو وطاجيكستان.

## مقارنة بين البلدين
هذه مقارنة عامة ومرجعية للدولتين:
| وجه المقارنة                                              | بالاو                         | طاجيكستان                          |
| --------------------------------------------------------- | ----------------------------- | ---------------------------------- |
| المساحة (كم2)                                             | 465                           | 143.10 ألف                         |
| عدد السكان (نسمة)                                         | 21.73 ألف                     | 8.92 مليون                         |
| الكثافة السكانية (ن./كم²)                                 | 4.67 ألف                      | 62.33                              |
| العاصمة                                                   | نغيرولمود، كورور              | دوشنبه                             |
| اللغة الرسمية                                             | لغة إنجليزية، اللغة البالاوية | اللغة الطاجيكية                    |
| العملة                                                    | دولار أمريكي                  | ساماني طاجيكي، الروبل الطاجيكستاني |
| الناتج المحلي الإجمالي (بليون دولار)                      | 291.54 مليون                  | 7.15 مليار                         |
| الناتج المحلي الإجمالي (تعادل القوة الشرائية) بليون دولار | 326.12 مليون                  | 24.03 مليار                        |
| الناتج المحلي الإجمالي الاسمي للفرد دولار أمريكي          | 13.50 ألف                     | 925                                |
| الناتج المحلي الإجمالي للفرد دولار أمريكي                 | 14.76 ألف                     | 2.69 ألف                           |
| مؤشر التنمية البشرية                                      | 0.780                         | 0.624                              |
| رمز المكالمات الدولي                                      | +680                          | +992                               |
| رمز الإنترنت                                              | .pw                           | .tj                                |
| المنطقة الزمنية                                           | ت ع م+09:00                   | ت ع م+05:00                        |

## منظمات دولية مشتركة
يشترك البلدان في عضوية مجموعة من المنظمات الدولية، منها:
| علم المنظمة | اسم المنظمة                        | تاريخ انضمام بالاو | تاريخ انضمام طاجيكستان |
| ----------- | ---------------------------------- | ------------------ | ---------------------- |
|             | مؤسسة التنمية الدولية              | 16 ديسمبر 1997     | 4 يونيو 1993           |
|             | مؤسسة التمويل الدولية              | 16 ديسمبر 1997     | 2 ديسمبر 1994          |
|             | منظمة حظر الأسلحة الكيميائية       | ?                  | ?                      |
|             | الأمم المتحدة                      | 15 ديسمبر 1994     | 2 مارس 1992            |
|             | البنك الدولي للإنشاء والتعمير      | 16 ديسمبر 1997     | 4 يونيو 1993           |
|             | وكالة ضمان الاستثمار متعدد الأطراف | 16 ديسمبر 1997     | 9 ديسمبر 2002          |
|             | بنك التنمية الآسيوي                | 2003               | 1998                   |
|             | يونسكو                             | 20 سبتمبر 1999     | 6 أبريل 1993           |